# Reykjanes

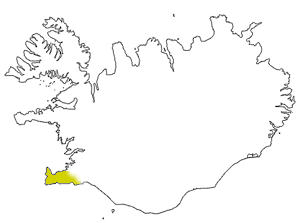
Situació de la península de Reykjanes dins Islàndia

Reykjanes o Reykjanesskagi és una península i un sistema volcànic situat al sud-oest d'Islàndia, prop de Reykjavík.
Tés un vulcanisme actiu sota la seva superfície i grans camps de lava que permeten una escassa vegetació, Hi ha nombroses fonts d'aigua calenta i de sofre al voltant del llac Kleifarvatn i la zona geotèrmica de Krýsuvík.
També s'hi troba la planta geotèrmica de Svartsengii el Llac blau geotèrmic (Bláa Lónið), que és de creació artificial, que funciona com un spa.
El pont Miðlína, construït el 2002, prop de Grindavik marca el límit entre les plaques tectòniques euroasiàtica i la continental d'Amèrica del Nord. Va ser fet en honor de l'explorador islandès Leif Eriksson.
Algunes poblacions de pescadors com Grindavík i Njarðvík es troben a aquesta península com també Keflavík.

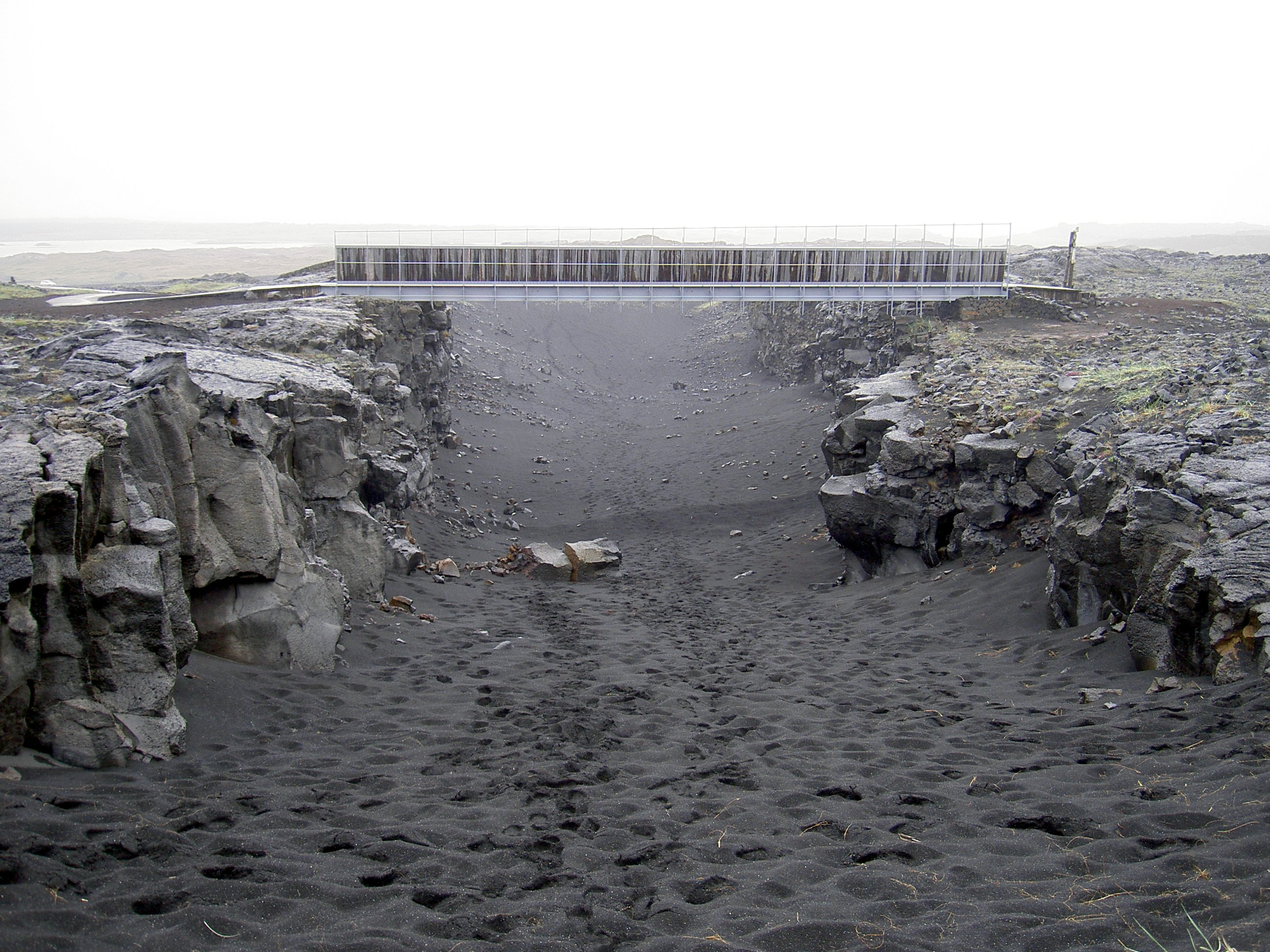
Pont Miðlína
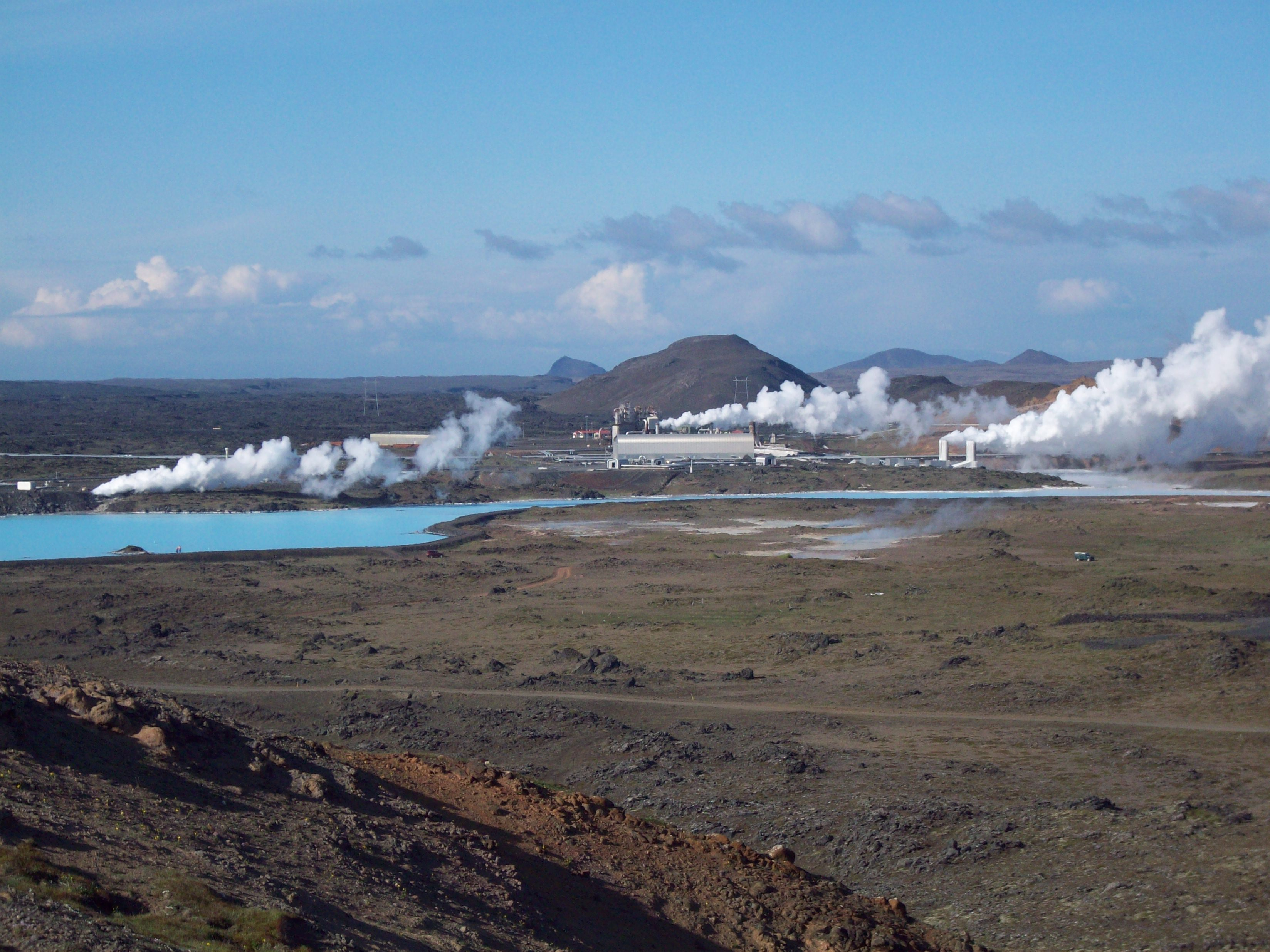
Planta geotèrmica de Reykjanesvirkjun
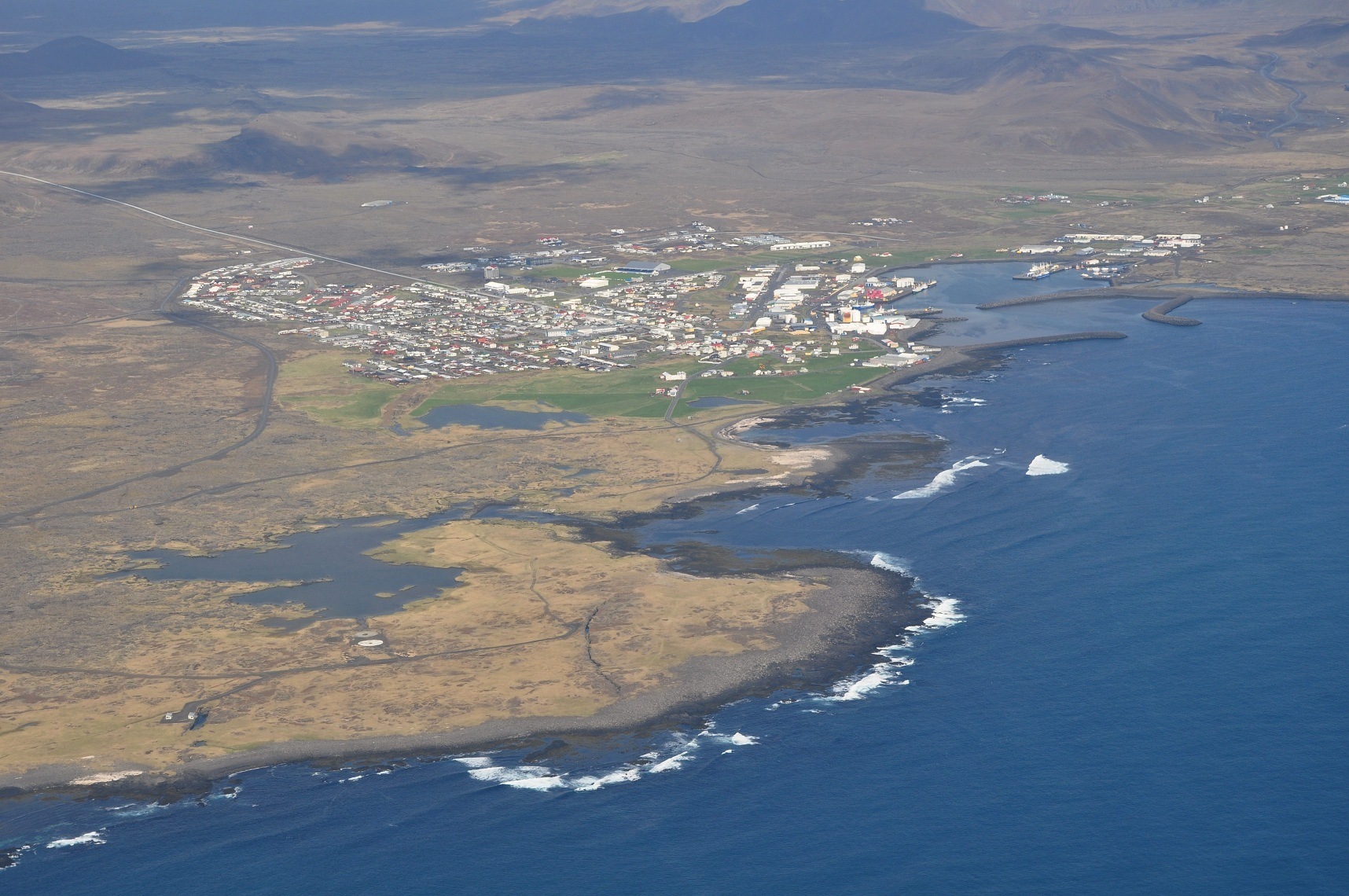
Grindavík

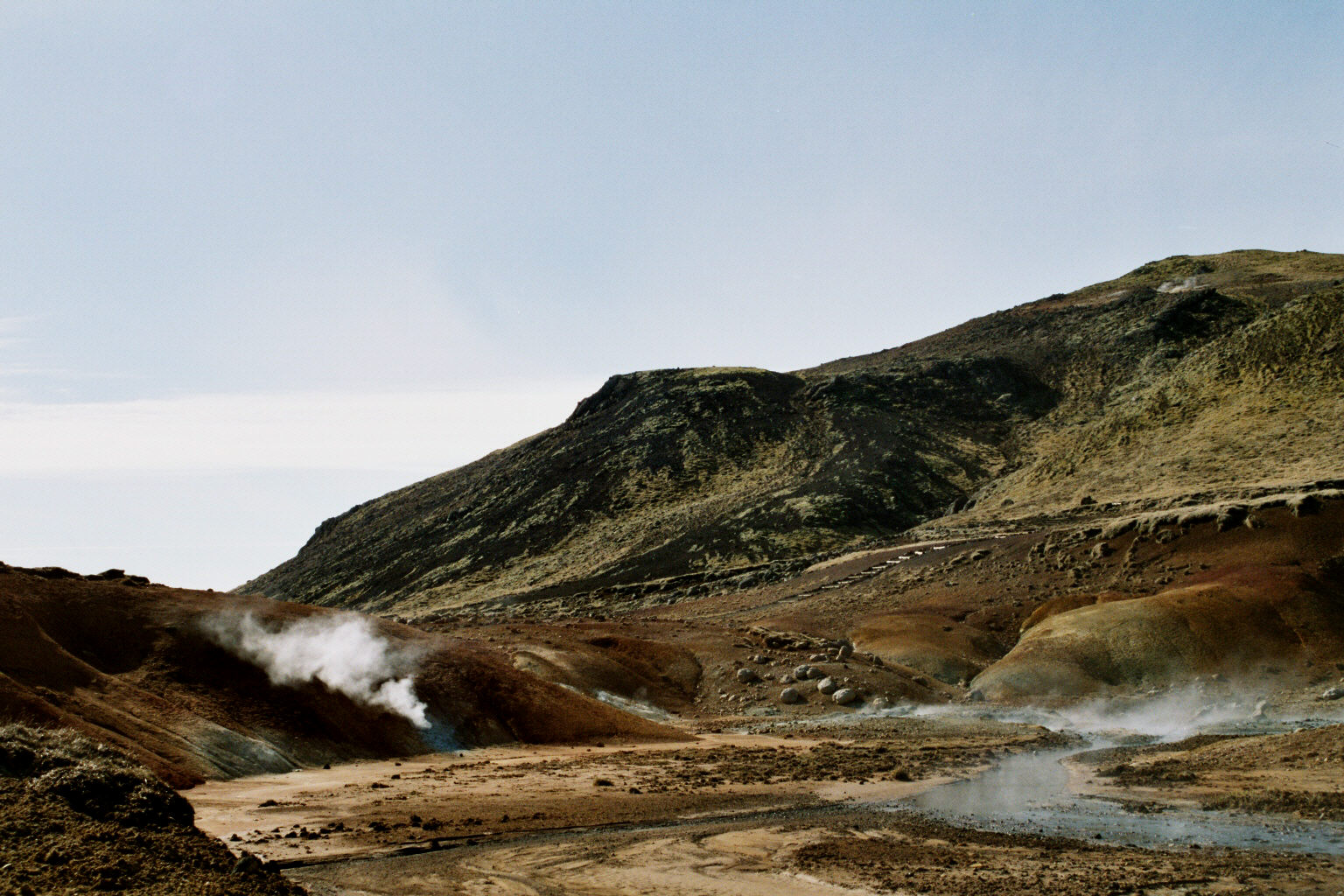
El sistema volcànic de Krysuvík
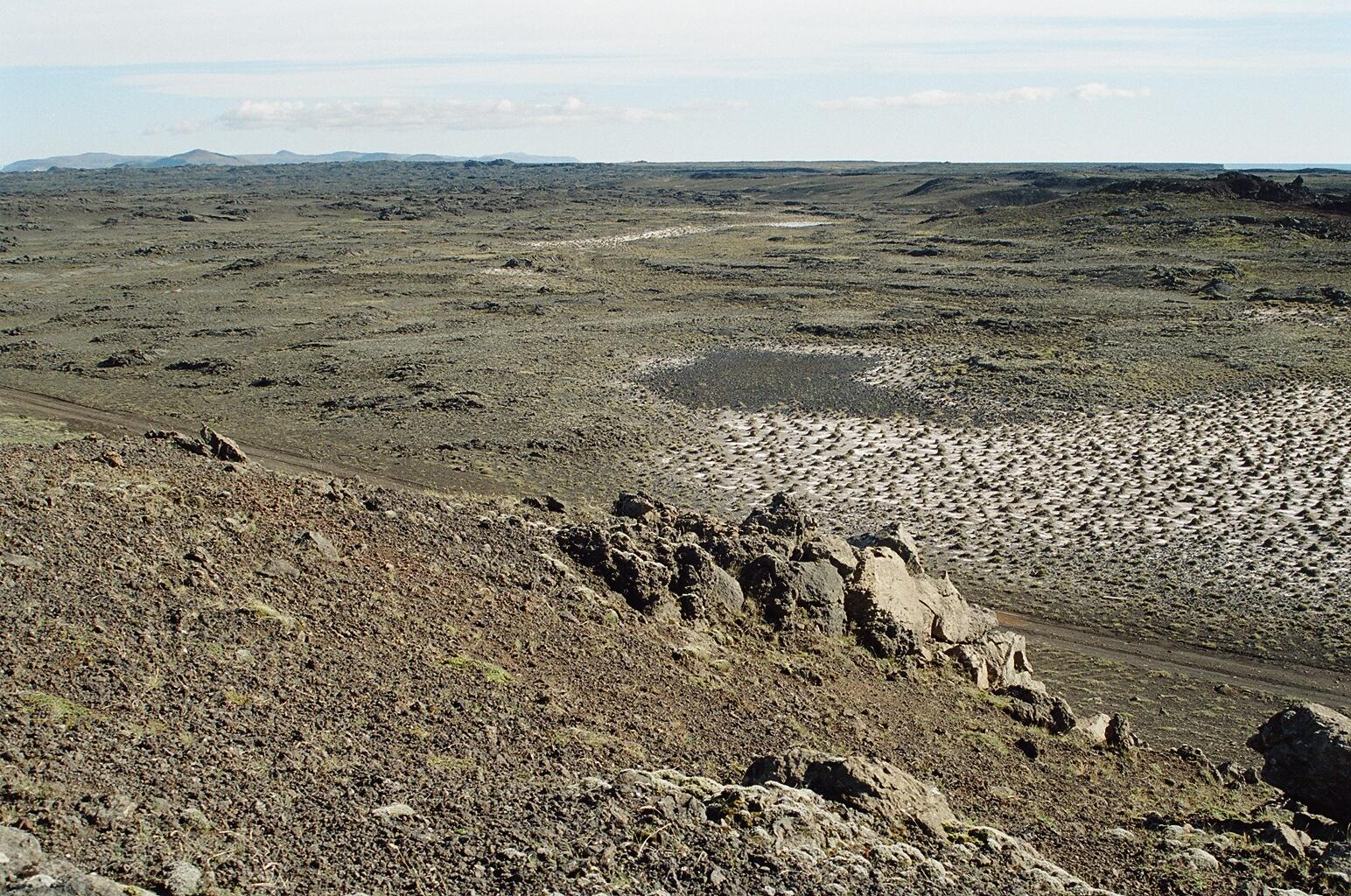
Llac salat
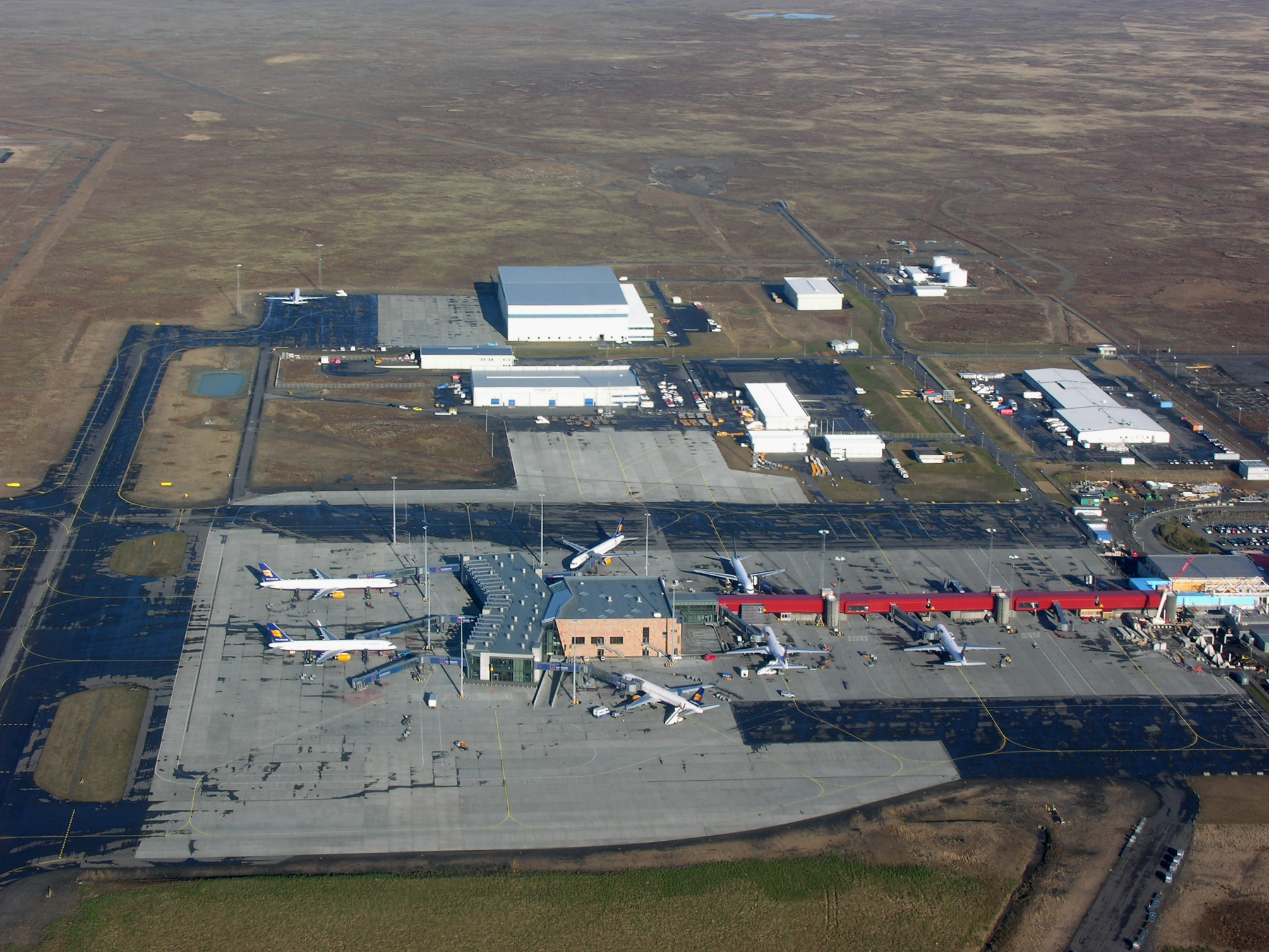
Aeroport de Keflavík